# Liste der Kulturdenkmale in Radebeul (Gemarkung)

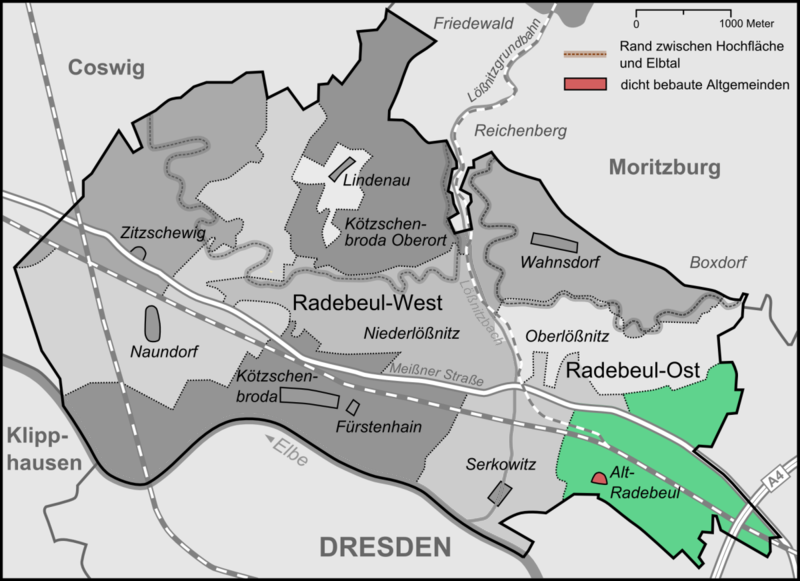
Übersicht über die Lage der Radebeuler Stadtteile, Alt-Radebeul farblich markiert

Die Liste der Kulturdenkmale in der Gemarkung Radebeul gibt eine Übersicht über die Kulturdenkmale im Ursprungsstadtteil Alt-Radebeul der sächsischen Stadt Radebeul anhand des Stands der Denkmalliste vom 24. Mai 2012.
Eine weitere Liste zeigt ehemalige Bau-/Kulturdenkmale dieses Stadtteils.
Einen Überblick über die Radebeuler Kulturdenkmale gibt die Liste der Kulturdenkmale in Radebeul, eine Zusammenfassung aller Adressen mit Kulturdenkmalen gibt die Liste der Kulturdenkmaladressen in Radebeul. Die Zuordnung der Straßen zum Stadtteil findet sich in der Liste der Straßen und Plätze in Radebeul (Stadtteil).
Grundlage der Auflistung sind die angegebenen Quellen. Diese Angaben ersetzen nicht die rechtsverbindliche Auskunft der zuständigen Denkmalschutzbehörde.

## Legende
Die in der Tabelle verwendeten Spalten listen die im Folgenden erläuterten Informationen auf:
- Name, Bezeichnung: Bezeichnung des einzelnen Objekts.
- Adresse, Koordinaten: Heutige Straßenadresse, Lagekoordinaten.
- Kennung: Die von der Denkmalpflege verwendete Kennung für Nebenobjekte (z. B. Adressen ohne und mit „a“, Adresse mit 9000er Angabe, dazu Ergänzungen mit „-I“). Über die Kennung werden mehrere Einzeldenkmale unter einer postalischen Adresse unterschieden.
- Datum: Besondere Baujahre, so weit bekannt oder ableitbar, teilweise auch Datum der Ersterwähnung der Liegenschaft.
- Baumeister, Architekten: Baumeister, Architekten und weitere Kunstschaffende.
- Denkmalumfang, Bemerkung: Nähere Erläuterung über den Denkmalstatus, Umfang der Liegenschaft und ihre Besonderheiten.[1][2]
- Bild: Foto des Hauptobjekts.

## Liste der Kulturdenkmale
| Name, Bezeichnung                                                                            | Adresse, Koordinaten                            | Kennung                    | Datum                                  | Baumeister, Architekten                                                                     | Denkmalumfang, Bemerkung | Bild |
| -------------------------------------------------------------------------------------------- | ----------------------------------------------- | -------------------------- | -------------------------------------- | ------------------------------------------------------------------------------------------- | --- | --- |
| Lößnitzgrundbahn                                                                             | (Kleinbahntrasse)                               | Kleinbahntrasse 9000       | 1883/84                                |                                                                                             | Trasse der Schmalspurbahn sowie Durchlässe (darunter gemauerte Bögen), Teile der Stützmauer und Fernmeldefreileitung | Der schmalspurige Lößnitzdackel am Bahnhof Radebeul Ost. Oberhalb des Bahnsteigdaches sind viele abgestellte Schmalspurmobilien zu sehen.                            |
| Wohnanlage Ahornstraße                                                                       | Ahornstraße 5/7 (Lage)                          |                            | 1911                                   | Hermann Barth (Entwurf), Hörnig & Barth (Bau)                                               | Wohnanlage (Doppelwohnhaus Ahornstraße 5/7), siehe auch Ahornstraße 9, Trachauer Straße 1 | Wohnanlage Ahornstraße; Ahornstraße 5/7/9 |
| Wohnanlage Ahornstraße                                                                       | Ahornstraße 9 (Lage)                            |                            | 1911                                   | Hermann Barth (Entwurf), Hörnig & Barth (Bau)                                               | Wohnanlage (Wohnhaus Ahornstraße 9), siehe auch Ahornstraße 5/7, Trachauer Straße 1 | Wohnanlage Ahornstraße; Ahornstraße 5/7/9 |
| Eisenbahner-Wohnhaus Bahnhof Radebeul Ost                                                    | Am alten Güterboden 2 (Lage)                    |                            | um 1895/1900                           |                                                                                             | Eisenbahner-Wohnhaus, gehört zu Bahnhof Radebeul Ost. Ehemals Sidonienstraße 1b | Eisenbahner-Wohnhaus Am alten Güterboden 2 |
| Güterboden Radebeul Ost                                                                      | Am alten Güterboden 4 (Lage)                    |                            | um 1895                                |                                                                                             | Ehemalige Güterabfertigung mit zweigeschossigem Kopfbau. Siehe auch Liste der Radebeuler Kulturdenkmale der Lößnitzgrundbahn | Historischer Güterboden, Kopfbau |
| Wohnstallhaus Am Kreis 2                                                                     | Am Kreis 2 (Lage)                               |                            | 1. H. 19. Jh., 1897                    |                                                                                             | Bauernhaus | Wohnstallhaus Am Kreis 2 |
| Gehöft Am Kreis 14                                                                           | Am Kreis 14 (Lage)                              |                            | 1863, 1895/96                          | Gebrüder Ziller (Stall und Scheune, Stall)                                                  | Gehöft mit Nebengebäuden, Kumthalle | Gehöft Am Kreis 14 |
| Gehöft Am Kreis 14                                                                           | Am Kreis 14 (Lage)                              | Am Kreis 9014-I            | 1895/96                                | Gebrüder Ziller (Stall und Scheune, Stall)                                                  | Nebengebäude des Gehöfts | Gehöft Am Kreis 14, Nebengebäude |
| Gehöft Am Kreis 14                                                                           | Am Kreis 14 (Lage)                              | Am Kreis 9014-II           | 1895/96                                | Gebrüder Ziller (Stall und Scheune, Stall)                                                  | Nebengebäude des Gehöfts | Gehöft Am Kreis 14, Nebengebäude |
| Siedlung der Baugenossenschaft zu Radebeul                                                   | An der Siedlung 6 (Lage)                        |                            | 1926                                   | Max Czopka (Entwurf), Johannes Eisold (Bau)                                                 | Wohnhaus der Baugenossenschaft zu Radebeul, mit abgerundeter Mauerführung, Holzlattenzaun und kleinem Hintergebäude (wohl Waschhaus), gestalterisch zu Nr. 8 in Beziehung gesetzt | Vierfamilien-Siedlungshaus An der Siedlung 6 |
| Siedlung der Baugenossenschaft zu Radebeul                                                   | An der Siedlung 8 (Lage)                        |                            | 1926                                   | Max Czopka (Entwurf), Johannes Eisold (Bau)                                                 | Wohnhaus der Baugenossenschaft zu Radebeul, mit abgerundeter Mauerführung und Holzlattenzaun (siehe auch Nr. 6) wie Nr. 6, möglicherweise Teil der Siedlung zwischen Dresdner Straße und An der Siedlung (weitere Angaben siehe Dresdner Str. 87/89) | Vierfamilien-Siedlungshaus An der Siedlung 8 |
| Siedlung der Baugenossenschaft zu Radebeul                                                   | An der Siedlung 6/8 (Lage)                      | An der Siedlung 9008       | 1926                                   | Max Czopka (Entwurf), Johannes Eisold (Bau)                                                 | Kleines Hintergebäude zu An der Siedlung 6/8 | Kleines Hintergebäude zu An der Siedlung 6/8 |
| Gärtnerhaus Villa Kolbe                                                                      | August-Bebel-Straße 2 (Lage)                    |                            | 1893                                   | Otto March                                                                                  | Wohnhaus einer ehemaligen Gärtnerei. Besitzer: Carl Kolbe | Gärtnerhaus Carl Kolbe, Südseite |
| Mietvilla August-Bebel-Straße 5                                                              | August-Bebel-Straße 5 (Lage)                    |                            | 1902/03                                | Carl Käfer                                                                                  | Mietvilla mit originaler Ausstattung | Mietvilla August-Bebel-Straße 5 |
| Villa Heimkehr                                                                               | August-Bebel-Straße 9 (Lage)                    |                            | 1926                                   | Max Czopka                                                                                  | Wohnhaus | Villa Heimkehr |
| Wohnhaus August-Bebel-Straße 17                                                              | August-Bebel-Straße 17 (Lage)                   |                            | 1928/29                                |                                                                                             | Gebäude einer Wohnanlage der Heimstättengesellschaft Sachsen, mit Einfriedung (s. a. Nr. 19) | Wohnhaus August-Bebel-Straße 17 |
| Wohnhaus August-Bebel-Straße 19                                                              | August-Bebel-Straße 19 (Lage)                   |                            | 1928/29                                |                                                                                             | Gebäude einer Wohnanlage der Heimstättengesellschaft Sachsen, mit Einfriedung (s. a. Nr. 17) | Wohnhaus August-Bebel-Straße 19 |
| Mietshaus August-Bebel-Straße 20, Lößnitzschlößchen                                          | August-Bebel-Straße 20 (Lage)                   |                            | 1895, 1898, 1906                       |                                                                                             | Mietshaus mit Nebengebäude, in Ecklage | Ehemalige Gaststätte Lößnitzschlößchen |
| Doppelwohnhaus Sündermann / Möslein / Duchazek                                               | August-Bebel-Straße 21, Goethestraße 17 (Lage)  |                            | 1928                                   |                                                                                             | Doppelwohnhaus | Doppelwohnhaus Sündermann / Möslein / Duchazek |
| Villa Gustav Röder                                                                           | August-Bebel-Straße 23 (Lage)                   |                            | 1896/97, um 1925, 1936, 1939/40        | Gustav Röder, Max Czopka (Modernisierung, Blockhaus)                                        | Villa mit Garten und Einfriedung und Blockhütte. Bewohner: Gustav Röder, Euchar Albrecht Schmid, Lothar Schmid | Villa Gustav Röder |
| Villa Gustav Röder                                                                           | August-Bebel-Straße 23 (Lage)                   | August-Bebel-Straße 9023   | 1896/97, um 1925, 1936, 1939/40        | Gustav Röder, Max Czopka (Modernisierung, Blockhaus)                                        | Garten zur Villa. Bewohner: Gustav Röder, Euchar Albrecht Schmid, Lothar Schmid | Villa Gustav Röder |
| Mietvilla August-Bebel-Straße 27                                                             | August-Bebel-Straße 27 (Lage)                   |                            | 1905                                   | Heinrich Findeisen                                                                          | Landhausartige Mietvilla | Mietvilla August-Bebel-Straße 27 |
| Siedlung der Baugenossenschaft zu Radebeul                                                   | Barthübelstraße 1/3 (Lage)                      |                            | 1935                                   | Max Czopka                                                                                  | Doppelwohnhaus einer Wohnsiedlung der Baugenossenschaft zu Radebeul (siehe auch Birken-, Garten- und Trachauer Straße) | Barthübelstraße 1/3 |
| Siedlung der Baugenossenschaft zu Radebeul                                                   | Birkenstraße 2 (Lage)                           |                            | 1925/26                                | Max Czopka                                                                                  | Wohnhaus der Baugenossenschaft zu Radebeul | Birkenstr. 2 |
| Siedlung der Baugenossenschaft zu Radebeul                                                   | Birkenstraße 13 (Lage)                          |                            | 1925/26                                | Max Czopka                                                                                  | Wohnhaus der Baugenossenschaft zu Radebeul | Birkenstr. 13 |
| Wohnstallhaus Brunnenplatz 1                                                                 | Brunnenplatz 1 (Lage)                           |                            | 1. H. 19. Jh.                          |                                                                                             | Wohnstallhaus eines Dreiseithofs | Wohnstallhaus Brunnenplatz 1 |
| Bauernhaus Brunnenplatz 4                                                                    | Brunnenplatz 4 (Lage)                           |                            | um 1800                                |                                                                                             | Wohnhaus | Bauernhaus Brunnenplatz 4 |
| Wohnstallhaus Brunnenplatz 5                                                                 | Brunnenplatz 5 (Lage)                           |                            | 1807                                   |                                                                                             | Wohnstallhaus | Wohnstallhaus Brunnenplatz 5 |
| Villa Margarethe                                                                             | Clara-Zetkin-Straße 1 (Lage)                    |                            | 1896/97, 1919                          | Adolf Neumann, Paul Ziller (Vorbau)                                                         | Mietvilla | Villa Margarethe |
| Villa Elisabeth, Villa Goethe                                                                | Clara-Zetkin-Straße 11 (Lage)                   |                            | 1899–1902                              |                                                                                             | Villenartiges Mietshaus mit Einfriedung, in Ecklage | Villa Elisabeth |
| Villa Blumberger                                                                             | Clara-Zetkin-Straße 12 (Lage)                   |                            | 1903–05                                | Oskar Menzel                                                                                | Villa | Villa Blumberger |
| Villa Marie                                                                                  | Clara-Zetkin-Straße 13 (Lage)                   |                            | 1902/03                                | Carl Käfer                                                                                  | Mietvilla mit Einfriedung | Villa Marie |
| Villa Clara-Zetkin-Straße 14                                                                 | Clara-Zetkin-Straße 14 (Lage)                   |                            | 1900                                   | Oswald Haenel                                                                               | Mietvilla | Villa Clara-Zetkin-Straße 14 |
| Villa Georg Gebler                                                                           | Clara-Zetkin-Straße 15 (Lage)                   |                            | 1899                                   | Oswald Haenel                                                                               | Mietvilla mit Einfriedung | Villa Georg Gebler |
| Villa Carola                                                                                 | Clara-Zetkin-Straße 20 (Lage)                   |                            | 1902/03                                | Carl Käfer                                                                                  | Mietvilla | Villa Carola |
| Villa Marta                                                                                  | Clara-Zetkin-Straße 22 (Lage)                   |                            | 1902/03                                | Carl Käfer                                                                                  | Mietvilla | Villa Marta |
| Doppelwohnhaus Schaale/Neubert                                                               | Clara-Zetkin-Straße 23, 25 (Lage)               |                            | 1912                                   | Reinhold Butze                                                                              | Doppelwohnhaus | Doppelwohnhaus Schaale/Neubert |
| Kriegersiedlung Damaschkeweg                                                                 | Damaschkeweg 3–26 (Lage)                        |                            | 1928–30                                | Max Czopka                                                                                  | („Kriegersiedlung des Reichsbundes“) | Kriegersiedlung Damaschkeweg |
| Mietshaus Bruno Schwarz                                                                      | Dresdner Straße 11 (Lage)                       |                            | 1902                                   |                                                                                             | Mietshaus | Mietshaus Bruno Schwarz |
| Wohnhaus Alwin Noack                                                                         | Dresdner Straße 27 (Lage)                       |                            | 1929/30                                | Alfred Seifert                                                                              | Dreifamilien-Wohnhaus | Wohnhaus Alwin Noack |
| Siedlung der Baugenossenschaft zu Radebeul                                                   | Dresdner Straße 87/89 (Lage)                    |                            | 1926                                   | Max Czopka (Entwurf), Johannes Eisold (Bau)                                                 | Doppelwohnhaus der Baugenossenschaft zu Radebeul, einer Wohnsiedlung zwischen Dresdner Straße und An der Siedlung (siehe auch Nr. 91–99, An der Siedlung 6–16, Damaschkeweg und Seestraße 21–29, 22–32) | Sechsfamilien-Doppelhaus Dresdner Straße 87/89 |
| Mehrfamilienhaus Seestraße 21, 23, Dresdner Straße 91                                        | Dresdner Straße 91, Seestraße 21/23 (Lage)      |                            | 1912                                   | Bruno Findeisen (Entwurf), Johannes Eisold (Bau)                                            | Wohnhauszeile (zusammen mit Seestraße 21/23) einer Wohnsiedlung zwischen Dresdner Straße und An der Siedlung (siehe auch Dresdner Straße 87/89), „markantes Beispiel der Wohnhausarchitektur nach 1900“ | Mehrfamilienhaus Seestraße 21/23, Dresdner Straße 91 |
| Siedlung der Baugenossenschaft zu Radebeul                                                   | Dresdner Straße 97/99 (Lage)                    |                            | 1931                                   | Max Czopka                                                                                  | Doppelwohnhaus der Baugenossenschaft zu Radebeul zwischen Dresdner Straße und An der Siedlung (siehe auch Dresdner Straße 87/89) | Neunfamilien-Siedlungshaus Dresdner Straße 97/99 |
| Villa Robert Herrmann Bischoff                                                               | Eduard-Bilz-Straße 1 (Lage)                     |                            | 1890, 1904, 1909                       | Robert Hermann Bischof, F. W. Eisold (Verandaumbau), Johannes Heinsius (Anbauten)           | Villa mit Einfriedung | |
| Mietvilla Otto Evers                                                                         | Eduard-Bilz-Straße 3 (Lage)                     |                            | 1896/97                                | Carl Käfer                                                                                  | Mietvilla | |
| Villa Eduard-Bilz-Straße 5                                                                   | Eduard-Bilz-Straße 5 (Lage)                     |                            | 1885–87                                | Gebrüder Ziller                                                                             | Villa | |
| Mietvilla Eduard-Bilz-Straße 8                                                               | Eduard-Bilz-Straße 8 (Lage)                     |                            | 1883/84, 1909, 1936                    | Robert Herrmann Bischoff                                                                    | Villa mit Einfriedung | |
| Mietvilla Alexander Egerland                                                                 | Eduard-Bilz-Straße 9 (Lage)                     |                            | 1897                                   | Gustav Röder                                                                                | Mietvilla. Auf dem benachbarten Eckgrundstück Meißner Straße 96 errichtete Egerland ein Mietshaus. Bewohner: Albert Patitz | |
| Villa Eduard-Bilz-Straße 18                                                                  | Eduard-Bilz-Straße 18 (Lage)                    |                            | 1883, 1906                             | Gebrüder Ziller, Oskar Menzel (Anbau)                                                       | Villa in Ecklage | |
| Villa Eduard-Bilz-Straße 20                                                                  | Eduard-Bilz-Straße 20 (Lage)                    |                            | 1873                                   | Gebrüder Ziller                                                                             | Landhausartige Villa mit Anbau | |
| Villa Einsteinstraße 2                                                                       | Einsteinstraße 2 (Lage)                         |                            | um 1900, 1904                          | F. W. Eisold (Verandaanbau)                                                                 | Mietvilla mit Jugendstil Loggia | Villa Einsteinstraße 2 |
| Mietvilla Einsteinstraße 6                                                                   | Einsteinstraße 6 (Lage)                         |                            | 1900                                   | Carl Käfer                                                                                  | Mietvilla | Mietvilla Einsteinstraße 6 |
| Mietvilla August Herrmann                                                                    | Einsteinstraße 8 (Lage)                         |                            | 1897/98                                | Carl Käfer                                                                                  | Mietvilla | Mietvilla August Herrmann |
| Ausstattung Mietvilla Einsteinstraße 9                                                       | Einsteinstraße 9 (Lage)                         |                            | 1896                                   |                                                                                             | „Nordostraum im EG [der Villa] mit weitgehend originaler Ausstattung sowie Ofen im Nebenraum“. Bewohner: Friedrich Ernst Todtenhaupt | Villa Einsteinstraße 9 |
| Mietvilla Paul Gommlich                                                                      | Einsteinstraße 12 (Lage)                        |                            | 1899                                   | Carl Käfer                                                                                  | Mietvilla mit Einfriedung. Bewohner: Friedrich A. Bäßler | Mietvilla Paul Gommlich |
| Landhaus Einsteinstraße 14, 14a                                                              | Einsteinstraße 14, 14a (Lage)                   |                            | 1911/12, 1942/1944                     | Bruno Findeisen, Max Czopka (Gewerbegebäude)                                                | Doppelmietshaus. Einfamilien-Doppellandhaus | Landhaus Einsteinstraße 14, 14a |
| Villa Heinrich Findeisen                                                                     | Einsteinstraße 16 (Lage)                        |                            | 1902, 1921                             | Carl Käfer                                                                                  | Villa mit markanter Jugendstilornamentik, Einfriedung, Garten | Villa Heinrich Findeisen |
| Villa Heinrich Findeisen                                                                     | Einsteinstraße 16 (Lage)                        | Einsteinstraße 9016        | 1902, 1921                             | Carl Käfer                                                                                  | Garten zur Villa | Garten der Villa Heinrich Findeisen |
| Zweifamilienwohnhaus Einsteinstraße 20                                                       | Einsteinstraße 20 (Lage)                        |                            | 1929                                   | Max Czopka (Entwurf), Alwin Höhne (Bau)                                                     | Mietvilla | Zweifamilienwohnhaus Einsteinstraße 20 |
| Mietvilla Bernhard Voigt                                                                     | Einsteinstraße 22 (Lage)                        |                            | 1903/04                                | Alfred Hoff                                                                                 | Mietvilla | Mietvilla Bernhard Voigt |
| Villa Walter Liebschner                                                                      | Einsteinstraße 23 (Lage)                        |                            | 1937                                   | Otto Anders                                                                                 | Villa mit Einfriedung | Villa Walter Liebschner |
| Mietvilla Paul Werner                                                                        | Einsteinstraße 24 (Lage)                        |                            | 1903/04                                | Carl Käfer                                                                                  | Mietvilla mit Jugendstil Einfriedung | Mietvilla Paul Werner |
| Mietvilla Max Schulze                                                                        | Einsteinstraße 26 (Lage)                        |                            | 1903, 1905                             | Carl Käfer, Johannes Heinsius (Verandaanbau)                                                | Mietvilla mit Eingangstor | Mietvilla Max Schulze |
| Mietvilla Richard Fischer                                                                    | Einsteinstraße 28 (Lage)                        |                            | 1903/04                                | Alfred Hoff                                                                                 | Mietvilla in Ecklage | Mietvilla Richard Fischer |
| Mietvilla Einsteinstraße 29                                                                  | Einsteinstraße 29 (Lage)                        |                            | 1911–13                                | Franz Leukert                                                                               | Mietvilla | Mietvilla Einsteinstraße 29 |
| Hertwig-Bünger-Heim                                                                          | Einsteinstraße 30, Lessingstraße 1 (Lage)       |                            | 1929                                   | Alfred Tischer (Entwurf), Alwin Höhne (Bau)                                                 | Ehemaliges Feierabendheim „Käte Niederkirchner“, Wohnanlage, originale Teile der Einfriedung, Eckpavillon. Benannt nach Doris Hertwig-Bünger | Hertwig-Bünger-Heim |
| Wohn- und Geschäftshaus Forststraße 13                                                       | Forststraße 13 (Lage)                           |                            | um 1890                                |                                                                                             | Wohn- und Geschäftshaus | Wohn- und Geschäftshaus Forststraße 13 |
| Fabrikationsgebäude Forststraße                                                              | Forststraße (Lage)                              | Forststraße 9000           | 1934                                   | Curt Herfurth                                                                               | Fabrikgebäude „mit bemerkenswerter Klinkerfassade“ Arzneimittelwerk Dresden, Chemische Fabrik v. Heyden | Chemische Fabrik v. Heyden, Forststraße, 2008 |
| Ausbildungsstätte „Freie Jugend“                                                             | Forststraße 22, 22a-d (Lage)                    |                            | 1955                                   |                                                                                             | Ehemalige Ausbildungsstätte des Arzneimittelwerks Dresden, Chemische Fabrik v. Heyden | Chemische Fabrik v. Heyden, Ausbildungsstätte „Freie Jugend“, Forststraße 22, 2008                                                                                   |
| Landhaus Arno Faber                                                                          | Freiligrathstraße 6 (Lage)                      |                            | 1909/10                                | Gebrüder Ziller (Entwurf Max Steinmetz)                                                     | Mietshaus | Landhaus Arno Faber |
| Friedhof Radebeul-Ost                                                                        | Friedhofstraße 11, Serkowitzer Straße 33 (Lage) |                            | 1890/91, 1920, 1928/29                 | Schilling & Graebner (incl. Kapelle), Emil Högg (Erweiterung), Max Czopka (Neue Feierhalle) | Friedhof mit alter und neuer Feierhalle und Einfriedungsmauer, mit Grufthaus Karl Mays (1903), Jugendstilgruft, Grabmal Doerstling und Beckert sowie weiteren Grabanlagen, alte Feier-Halle um 1890, neue Feierhalle 1928/29 | Grufthaus Karl und Klara May |
| Wohn- und Geschäftshaus Hermann Friedrich Hörnig                                             | Gartenstraße 10 (Lage)                          |                            | 1895/96                                |                                                                                             | Mietshaus mit Laden, in Ecklage | Wohn- und Geschäftshaus Hermann Friedrich Hörnig |
| Mietshaus Gartenstraße 12                                                                    | Gartenstraße 12 (Lage)                          |                            | 1899/1900                              | Hörnig & Barth                                                                              | Mietshaus | Mietshaus Gartenstraße 12 |
| Mietshaus Gartenstraße 14                                                                    | Gartenstraße 14 (Lage)                          |                            | 1899–1901                              | Hörnig & Barth                                                                              | Mietshaus in offener Bebauung, „stadtentwicklungsgeschichtlich bedeutend“ | Mietshaus Gartenstraße 14 |
| Fabrikgebäude Madaus                                                                         | Gartenstraße 22 (Lage)                          |                            | um 1938                                | Burkhart Ebe (Plastiken)                                                                    | Fabrikgebäude mit Kinderplastiken (Putten mit Mörser und Kolben). Arzneimittelwerk Dresden, Madaus | Fabrikgebäude Madaus |
| Siedlung der Baugenossenschaft zu Radebeul                                                   | Gartenstraße 23 (Lage)                          |                            | 1926/27                                | Max Czopka                                                                                  | Wohnhaus der Baugenossenschaft zu Radebeul, mit Einfriedung | Sechsfamilien-Wohnhaus Gartenstraße 23 |
| Siedlung der Baugenossenschaft zu Radebeul                                                   | Gartenstraße 23 (Lage)                          | Gartenstraße 9023          | 1926/27                                | Max Czopka                                                                                  | Hintergebäude des Wohnhauses der Baugenossenschaft zu Radebeul | Sechsfamilien-Wohnhaus Gartenstraße 23, Hintergebäude |
| Fabrikantenvilla Bernhard Krause                                                             | Gartenstraße 24 (Lage)                          |                            | 1904/05                                | Carl Käfer                                                                                  | Fabrikantenvilla mit Einfriedung und Pforte; | Villa Bernhard Krause |
| Mietshaus Gartenstraße 25                                                                    | Gartenstraße 25 (Lage)                          |                            | 1899                                   | Carl Käfer                                                                                  | Mietshaus | Mietshaus Gartenstraße 25 |
| Wohn- und Geschäftshaus Heinrich Vetters                                                     | Gartenstraße 29 (Lage)                          |                            | 1903                                   |                                                                                             | Miets- und Geschäftshaus in Ecklage | Wohn- und Geschäftshaus Heinrich Vetters |
| Mietshaus Heinrich Vetters                                                                   | Gartenstraße 34 (Lage)                          |                            | 1904                                   | Benno Hübel                                                                                 | Mietvilla | Mietshaus Heinrich Vetters |
| Wohn- und Geschäftshaus Bernhard Deckert                                                     | Gartenstraße 45 (Lage)                          |                            | 1904                                   |                                                                                             | Mietshaus mit Laden, in Ecklage | Wohn- und Geschäftshaus Bernhard Deckert |
| Mietvilla Franke & Berghold                                                                  | Gartenstraße 46 (Lage)                          |                            | 1906                                   | Benno Hübel                                                                                 | Mietvilla mit Einfriedung, Farbglasfenster erhalten (Fabrikantenvilla, Comptoir- und Wohngebäude) | Mietvilla Franke & Berghold |
| Mietshaus Ernst Paul Gärtner                                                                 | Gartenstraße 48 (Lage)                          |                            | 1904/05                                | Ernst Paul Gärtner                                                                          | Mietvilla | Mietshaus Ernst Paul Gärtner |
| Siedlung der Baugenossenschaft zu Radebeul                                                   | Gartenstraße 51 (Lage)                          |                            | 1928                                   | Max Czopka (Entwurf), Alwin Höhne (Bau)                                                     | Wohnhaus der Baugenossenschaft zu Radebeul | Gartenstraße 51 |
| Siedlung der Baugenossenschaft zu Radebeul                                                   | Gartenstraße 51 (Lage)                          | Gartenstraße 9051          | 1928                                   | Max Czopka (Entwurf), Alwin Höhne (Bau)                                                     | Hintergebäude des Wohnhauses der Baugenossenschaft zu Radebeul | Hintergebäude Gartenstraße 51 |
| Mietshaus Richard Jacob                                                                      | Gartenstraße 58 (Lage)                          |                            | 1911/12                                | Bruno Findeisen (Entwurf)                                                                   | Mietshaus | Mietshaus Richard Jacob |
| Villa Kelling                                                                                | Gartenstraße 77 (Lage)                          |                            | um 1925                                | Max Czopka                                                                                  | Fabrikantenvilla im Art-déco-Stil, mit reicher Ausstattung | Villa Gartenstraße 77 |
| Villa Gellertstraße 2                                                                        | Gellertstraße 2 (Lage)                          |                            | 1886                                   | Gebrüder Ziller                                                                             | Mietshaus mit Anbau | Villa Gellertstraße 2 |
| Gutenberghaus                                                                                | Gellertstraße 3 (Lage)                          |                            | 1891                                   | Gebrüder Ziller                                                                             | Mietvilla | Gutenberghaus |
| Mietvilla Marie Johanna Loebel                                                               | Gellertstraße 6 (Lage)                          |                            | 1888                                   | Gebrüder Ziller                                                                             | Mietvilla | Mietvilla Marie Johanna Loebel |
| Villa Selma                                                                                  | Gellertstraße 7 (Lage)                          |                            | 1888                                   | Gebrüder Ziller                                                                             | Mietvilla | Villa Selma |
| Villa Gellertstraße 9                                                                        | Gellertstraße 9 (Lage)                          |                            | 1888/90, 1912                          | Gebrüder Ziller, Alwin Höhne (Anbau)                                                        | Mietvilla | Villa Gellertstraße 9 |
| Villa Charlotte, Villa Honymus                                                               | Goethestraße 1 (Lage)                           |                            | 1881/82, 1883, 1891–93                 | Robert Hermann Bischof, Wilhelm Eisold (Eckrisalit)                                         | Villa mit Nebengebäude | Villa Charlotte |
| Villa Charlotte                                                                              | Goethestraße 1 (Lage)                           | Goethestraße 9001          | 1881/82, 1883, 1891–93                 | Robert Hermann Bischof, Wilhelm Eisold (Eckrisalit)                                         | Nebengebäude zur Villa | Nebengebäude der Villa Charlotte |
| Villa Goethestraße 4                                                                         | Goethestraße 4 (Lage)                           |                            | 1892/93                                | Carl Käfer                                                                                  | Mietvilla mit Einfriedung | Villa Goethestraße 4 |
| Mietvilla Carl Gottfried Köhler                                                              | Goethestraße 7 (Lage)                           |                            | 1894/95, 1911                          | F. W. Eisold, Johannes Eisold (Entwurf Erkeranbau)                                          | Mietvilla | Mietvilla Carl Gottfried Köhler |
| Villa Moritz Philipp                                                                         | Goethestraße 9 (Lage)                           |                            | 1895                                   | Carl Käfer                                                                                  | Mietshaus | |
| Villa Karl Müller                                                                            | Goethestraße 10 (Lage)                          |                            | 1897–99                                | August Grafe                                                                                | Mietshaus, Villa | Villa Karl Müller |
| Mietvilla Goethestraße 11                                                                    | Goethestraße 11 (Lage)                          |                            | 1894/95                                | Gustav Röder                                                                                | Mietvilla | |
| Villa Lina                                                                                   | Goethestraße 12 (Lage)                          |                            | 1897–99, 1905, 1910                    | August Grafe                                                                                | Mietvilla mit Jugendstilveranda | Villa Lina |
| Einfamilien-Doppelhaus Oscar Dobschall                                                       | Goethestraße 13/15 (Lage)                       |                            | 1912                                   | Johannes Eisold                                                                             | Doppelwohnhaus | Einfamilien-Doppelhaus Oscar Dobschall |
| Doppelwohnhaus Sündermann / Möslein / Duchazek                                               | Goethestraße 17, August-Bebel-Straße 21 (Lage)  |                            | 1928                                   |                                                                                             | Doppelwohnhaus | Doppelwohnhaus Sündermann / Möslein / Duchazek |
| Einfamilien-Doppelhaus Müller/Seifert                                                        | Goethestraße 19/21 (Lage)                       |                            | 1928                                   | Otto Hörnig                                                                                 | Doppelwohnhaus. Gertrud’s Heim (Goethestraße 19) | Einfamilien-Doppelhaus Goethestraße 19/21 |
| Einfamilien-Doppelhaus Schattra/Singer                                                       | Goethestraße 30, Karl-Marx-Straße 21 (Lage)     |                            | 1935                                   | Patitz & Lötzsch                                                                            | Doppelwohnhaus | Einfamilien-Doppelhaus Schattra/Singer |
| Doppelhaus Engst/Stoll                                                                       | Goethestraße 31/33 (Lage)                       |                            | 1928                                   | Alfred Tischer                                                                              | Doppelwohnhaus | Doppelhaus Engst/Stoll |
| Villa Albin Jentzsch                                                                         | Goethestraße 34 (Lage)                          |                            | 1898, 1937                             | Oswald Haenel, Max Czopka (Ausbau)                                                          | Villa | Villa für Albin Jentzsch |
| Zweifamilienhaus Therese Strohbach                                                           | Goethestraße 35 (Lage)                          |                            | 1925/26                                | Max Czopka                                                                                  | Wohnhaus | Zweifamilienhaus Therese Strohbach |
| Zweifamilienhaus Karl Hebenstreit                                                            | Goethestraße 37 (Lage)                          |                            | 1938                                   | Albert Patitz                                                                               | Wohnhaus | Zweifamilienhaus Karl Hebenstreit |
| Wohnanlage Robert-Werner-Platz                                                               | Hauptstraße 1 (Lage)                            |                            | 1919–21                                | Otto Faber                                                                                  | Wohnanlage der Baugenossenschaft zu Radebeul (siehe auch Mittelstraße 2–10 und Robert-Werner-Platz 10) | Wohnanlage Robert-Werner-Platz: Hauptstraße 1 |
| Funkenburg, Wohn- und Geschäftshaus Hauptstraße 4                                            | Hauptstraße 4 (Lage)                            |                            | um 1880                                |                                                                                             | Mietshaus. Seit 2010 ist das sanierte Gebäude Sitz des Radebeuler Amts für Bildung, Jugend und Soziales. | Wohn- und Geschäftshaus Hauptstraße 4 (Radebeuler Sozialrathaus) |
| Funkenburg, Wohn- und Geschäftshaus Hauptstraße 6                                            | Hauptstraße 6 (Lage)                            |                            | 1913                                   | Ferdinand Severitt                                                                          | Wohn- und Geschäftshaus | Wohn- und Geschäftshaus Hauptstraße 6 |
| Funkenburg, Wohn- und Geschäftshaus Hauptstraße 8                                            | Hauptstraße 8 (Lage)                            |                            | um 1910                                |                                                                                             | Mietshaus mit Laden, in Ecklage. Bewohner Paul Martin Leonhardt | Wohn- und Geschäftshäuser Hauptstraße 6 und 8 |
| Wohn- und Geschäftshaus Richard Lindner                                                      | Sidonienstraße 2i Hauptstraße 9 (Lage)          |                            | 1891                                   | F. A. Bernhard Große                                                                        | Wohn- und Geschäftshaus; Adresse in Sidonienstraße 2i geändert | Wohn- und Geschäftshaus Richard Lindner |
| Grundschule „Friedrich Schiller“, Schillerschule, Höhere Volksschule Radebeul                | Hauptstraße 10 (Lage)                           |                            | 2. H. 19. Jh., 1896                    | Carl Käfer (Turnhalle)                                                                      | Schulgebäude, von 1951 bis 1955 Hauptsitz des Instituts für Lehrerbildung Radebeul | Schillerschule |
| Wohn- und Geschäftshaus Hauptstraße 11                                                       | Hauptstraße 11 (Lage)                           |                            | 1906/07                                | Johannes Heinsius                                                                           | Wohn- und Geschäftshaus | Wohn- und Geschäftshaus Hauptstraße 11 |
| Wohn- und Geschäftshaus Hauptstraße 15                                                       | Hauptstraße 15 (Lage)                           |                            | 1882, 1899, 1910                       |                                                                                             | Wohn- und Geschäftshaus, Umbau aus Villa | Wohn- und Geschäftshaus Hauptstraße 15 |
| Wohn- und Geschäftshaus Johann Bernhard Tutsch                                               | Hauptstraße 16, 16a (Lage)                      |                            | 1884, 1926                             | F. A. Bernhard Große, Max Czopka (Ladenanbau)                                               | Wohn- und Geschäftshaus | Wohn- und Geschäftshaus Johann Bernhard Tutsch |
| Wohn- und Geschäftshaus Hauptstraße 20                                                       | Hauptstraße 20 (Lage)                           |                            | um 1895                                |                                                                                             | Mietshaus mit Laden, in Ecklage | Ansicht von der Hauptstraße aus Richtung Bahnhof |
| Wohn- und Geschäftshaus Hauptstraße 22                                                       | Hauptstraße 22 (Lage)                           |                            | 1903                                   |                                                                                             | Mietshaus, „charakteristisches kleinstädtisches Wohnhaus der Zeit um 1900, bau- und stadtentwicklungsgeschichtlich bedeutend“ | Wohn- und Geschäftshaus Hauptstraße 22 |
| Wohn- und Geschäftshaus Hauptstraße 25/27                                                    | Hauptstraße 25/27 (Lage)                        |                            | 1901/02                                | Oskar Menzel                                                                                | Wohn- und Geschäftshaus | Hausansicht von der Seite der Einkaufspassage |
| Villa Hermann Schröder                                                                       | Hellerstraße 7 (Lage)                           |                            | 1899, 1937                             | Carl Käfer, Max Czopka (Umbau)                                                              | Mietvilla mit Einfriedung | Villa Hermann Schröder |
| Villa Fiedler                                                                                | Hellerstraße 9 (Lage)                           |                            | um 1900                                |                                                                                             | Mietshaus, ehemals mit Läden, in Ecklage. Radebeuler Bauherrenpreis 2006 | Wohn- und Geschäftshaus Hellerstraße 9 |
| Villa Rosa                                                                                   | Hellerstraße 10 (Lage)                          |                            | 1895                                   | Gustav Röder                                                                                | Villa mit Pfeilern der Einfriedung | Villa Rosa |
| Bauernhaus Hellerstraße 11                                                                   | Hellerstraße 11 (Lage)                          |                            | 1866/67                                | Moritz Ziller (Anbau)                                                                       | Wohnhaus | Bauernhaus Hellerstr. 11 |
| Mietvilla Hölderlinstraße 1                                                                  | Hölderlinstraße 1 (Lage)                        |                            | 1890/92, 1920, 1934                    | Gebrüder Ziller, Alwin Höhne (Umbau), Max Czopka (Veranda)                                  | Mietvilla in Ecklage. Bewohner Eduard Decarli | Mietvilla Hölderlinstr. 1 |
| Villa Lilys Heim                                                                             | Hölderlinstraße 2 (Lage)                        |                            | 1889/91                                | Gebrüder Ziller, Schnauder & Rohn                                                           | Villa | Villa Lilys Heim |
| Villa Hölderlinstraße 4                                                                      | Hölderlinstraße 4 (Lage)                        |                            | 1890/91                                | Gebrüder Ziller                                                                             | Villa. Besitzer Fritz Lambert, Richard Lambert | Villa Hölderlinstr. 4 |
| Villa Hölderlinstraße 8                                                                      | Hölderlinstraße 8 (Lage)                        |                            | 1891/92                                | Gebrüder Ziller                                                                             | Villa mit Einfriedung | Villa Hölderlinstr. 8 |
| Villa Hölderlinstraße 9                                                                      | Hölderlinstraße 9 (Lage)                        |                            | 1892/94                                | Gebrüder Ziller                                                                             | Mietvilla | Villa Hölderlinstraße 9 |
| Heimkehrerstein                                                                              | Kaditzer Straße (Lage)                          | Kaditzer Straße 9000       | 1910                                   |                                                                                             | Gedenkstein | Heimkehrerstein |
| Bauernhaus Kaditzer Straße 2                                                                 | Kaditzer Straße 2 (Lage)                        |                            | um 1800                                |                                                                                             | Wohnhaus in Ecklage | Bauernhaus Kaditzer Straße 2 |
| Häuslerei Kaditzer Straße 5                                                                  | Kaditzer Straße 5 (Lage)                        |                            | um 1800                                |                                                                                             | Wohnhaus eines Häusleranwesens | Häuslerei Kaditzer Straße 5 |
| Dreiseithof Kaditzer Straße 9                                                                | Kaditzer Straße 9 (Lage)                        |                            | 1800 durch Ziller erworben, 1891, 1898 | Gebrüder Ziller (Scheune, Haupthaus)                                                        | Gehöft, die „Wiege“ der Lößnitz-Baumeister Ziller. Bewohner: Johann Christian Ziller und Nachkommen | Haupthaus des Dreiseithofs an der Kaditzer Straße 9 aus dem Jahr 1898                                                                                                |
| Dreiseithof Kaditzer Straße 9                                                                | Kaditzer Straße 9 (Lage)                        | Kaditzer Straße 9009-I     | 1800 durch Ziller erworben, 1891, 1898 | Gebrüder Ziller (Scheune, Haupthaus)                                                        | Scheune des Gehöfts. Bewohner: Johann Christian Ziller und Nachkommen | Häuslerei Kaditzer Straße 9 Scheune |
| Dreiseithof Kaditzer Straße 9                                                                | Kaditzer Straße 9 (Lage)                        | Kaditzer Straße 9009-II    | 1800 durch Ziller erworben, 1891, 1898 | Gebrüder Ziller (Scheune, Haupthaus)                                                        | Nebengebäude des Gehöfts. Bewohner: Johann Christian Ziller und Nachkommen | Häuslerei Kaditzer Straße 9 Nebengebäude |
| Bauernhaus Kaditzer Straße 11                                                                | Kaditzer Straße 11 (Lage)                       |                            | um 1800, 1892                          |                                                                                             | Wohnhaus | Bauernhaus Kaditzer Straße 11 |
| Wohnanlage Kantstraße                                                                        | Kantstraße 1, Schillerstraße 14 (Lage)          |                            | 1926/27                                | Max Czopka (Bauleitung)                                                                     | Doppelwohnhaus mit Einfriedung (siehe auch Schillerstraße 14), Teil der Wohnanlage Kantstraße (auf Grundlage des Reichsheimstättengesetzes) | Wohnanlage Kantstraße, Kantstraße 1, Schillerstraße 14 |
| Wohnanlage Kantstraße                                                                        | Kantstraße 2, Schillerstraße 12 (Lage)          |                            | 1926                                   |                                                                                             | Doppelwohnhaus mit Einfriedung (siehe auch Schillerstraße 12), Teil der Wohnanlage Kantstraße | Wohnanlage Kantstraße, Kantstraße 2, Schillerstraße 12 |
| Wohnanlage Kantstraße                                                                        | Kantstraße 19 (Lage)                            |                            | 1929                                   | Max Czopka                                                                                  | Wohnhaus mit Einfriedung in Ecklage (für die Baugenossenschaft zu Radebeul, Wohnanlage Kantstraße) | Wohnanlage Kantstraße, Kantstraße 19 |
| Wohnanlage Kantstraße                                                                        | Kantstraße 20 (Lage)                            |                            | 1929                                   | Max Czopka                                                                                  | Wohnhaus mit Einfriedung in Ecklage (für die Baugenossenschaft zu Radebeul, Wohnanlage Kantstraße) | Wohnanlage Kantstraße, Kantstraße 20 |
| Wohn- und Geschäftshaus Karl-Marx-Straße 1                                                   | Karl-Marx-Straße 1 (Lage)                       |                            | 1897                                   | Adolf Neumann                                                                               | Mietshaus (oder Mietvilla) mit Laden, in Ecklage | Wohn- und Geschäftshaus Karl-Marx-Straße 1, von der Meißner Straße aus                                                                                               |
| Wohn- und Geschäftshaus Karl-Marx-Straße 2                                                   | Karl-Marx-Straße 2 (Lage)                       |                            | 1903, 1933                             | Alfred Große, Max Czopka (Ladenrückbau)                                                     | Mietshaus (oder Mietvilla) mit Laden, in Ecklage | Wohn- und Geschäftshaus Karl-Marx-Straße 2, von der Meißner Straße aus                                                                                               |
| Mietvilla Hermann Schwendler                                                                 | Karl-Marx-Straße 4 (Lage)                       |                            | 1895                                   | Adolf Neumann                                                                               | Mietvilla | Mietvilla Hermann Schwendler |
| Mietvilla Karl-Marx-Straße 5                                                                 | Karl-Marx-Straße 5 (Lage)                       |                            | 1898                                   | Carl Käfer                                                                                  | Mietvilla | Mietvilla Karl-Marx-Straße 5 |
| Mietvilla Albin Benndorf                                                                     | Karl-Marx-Straße 6 (Lage)                       |                            | 1903/04                                | Carl Käfer                                                                                  | Mietvilla mit Einfriedung | Mietvilla Albin Benndorf |
| Mietvilla Karl-Marx-Straße 7                                                                 | Karl-Marx-Straße 7 (Lage)                       |                            | 1896, 1962                             | Carl Käfer, Max Czopka (Ausbau)                                                             | Mietvilla | Mietvilla Karl-Marx-Straße 7 |
| Villa Constantia                                                                             | Karl-Marx-Straße 8 (Lage)                       |                            | 1911/12                                | Ferdinand Severitt                                                                          | Mietvilla | Villa Constantia |
| Mietvilla Karl-Marx-Straße 10                                                                | Karl-Marx-Straße 10 (Lage)                      |                            | 1897                                   | Carl Käfer                                                                                  | Mietvilla mit Veranda und Einfriedung | Mietvilla Karl-Marx-Straße 10 |
| Doppelwohnhaus Ulbricht/Jahn                                                                 | Karl-Marx-Straße 14, Schillerstraße 16 (Lage)   |                            | 1924/25                                | Max Czopka                                                                                  | Doppelwohnhaus mit Einfriedung | Doppelwohnhaus Ulbricht/Jahn |
| Landhaus Erhard Noack                                                                        | Karl-Marx-Straße 16 (Lage)                      |                            | 1925                                   | Alfred Tischer (Entwurf), Alwin Höhne (Bau)                                                 | Wohnhaus | Landhaus Erhard Noack |
| Doppelwohnhaus Jacob/Buhlmann                                                                | Karl-Marx-Straße 18/20 (Lage)                   |                            | 1929                                   | F. W. Eisold                                                                                | Doppelwohnhaus mit Einfriedung | Doppelwohnhaus Jacob/Buhlmann |
| Sechsfamilien-Wohnhaus Karl-Marx-Straße 19                                                   | Karl-Marx-Straße 19 (Lage)                      |                            | 1928                                   | Max Czopka (Entwurf), Johannes Eisold (Bau)                                                 | Wohnhaus der Baugenossenschaft zu Radebeul, mit Einfriedung, an der Ecke eingelassene Bank | Sechsfamilien-Wohnhaus Karl-Marx-Straße 19 |
| Doppelhaus Schattra/Singer                                                                   | Karl-Marx-Straße 21, Goethestraße 30 (Lage)     |                            | 1935                                   | Patitz & Lötzsch                                                                            | Doppelwohnhaus | Einfamilien-Doppelhaus Schattra/Singer |
| Sechsfamilien-Wohnhaus Karl-Marx-Straße 22                                                   | Karl-Marx-Straße 22 (Lage)                      |                            | 1928                                   | Max Czopka (Entwurf), Johannes Eisold (Bau)                                                 | Wohnhaus der Baugenossenschaft zu Radebeul, mit Einfriedung, an der Ecke eingelassene Bank | Sechsfamilien-Wohnhaus Karl-Marx-Straße 22 |
| Villa Lindeberg                                                                              | Karl-May-Straße 1 (Lage)                        |                            | 1897/98, 1901                          | Gustav Röder, Carl Käfer (Anbau)                                                            | Mietshaus in Ecklage. Bewohner: Carl Lindeberg | Villa Lindeberg, links im Hintergrund der Turm der Lutherkirche. Nach links geht es zur Villa Shatterhand                                                            |
| Mietshaus Karl-May-Straße 2                                                                  | Karl-May-Straße 2 (Lage)                        |                            | 1899/1900                              | Paul Schadewitz                                                                             | Mietshaus in Ecklage. Bewohner: Alwin Freudenberg | Mietshaus Karl-May-Straße 2 |
| Villa Shatterhand                                                                            | Karl-May-Straße 5 (Lage)                        |                            | 1893/94, 1925, 1933 Blockhaus          | Gebrüder Ziller, Max Czopka (Entwurf Umbau), Alwin Höhne (Umbau)                            | Karl-May-Museum. Villa Shatterhand (Erwähnung im Dehio), Villa Bärenfett, Karl-May-Hain. Villa, Blockhaus, Gartenanlage und gestaltete Grünanlage bzw. Hain. Bewohner: Karl May, Klara May | Villa „Shatterhand“ |
| Villa Shatterhand                                                                            | Karl-May-Straße 5 (Lage)                        | Karl-May-Straße 9005-I     | 1925, 1933 Blockhaus                   | Gebrüder Ziller, Max Czopka (Entwurf Umbau), Alwin Höhne (Umbau)                            | Villa Bärenfett. Bewohner: Patty Frank | „Villa Bärenfett“ |
| Villa Shatterhand                                                                            | Karl-May-Straße 5 (Lage)                        | Karl-May-Straße 9005-II    | 1893/94, 1925, 1933 Blockhaus          | Gebrüder Ziller, Max Czopka (Entwurf Umbau), Alwin Höhne (Umbau)                            | Karl-May-Hain. Bewohner: Karl May, Klara May | Karl-May-Hain |
| Villa Shatterhand                                                                            | Karl-May-Straße 5 (Lage)                        | Karl-May-Straße 9005-II    | 1893/94, 1925, 1933 Blockhaus          | Gebrüder Ziller, Max Czopka (Entwurf Umbau), Alwin Höhne (Umbau)                            | Gartenanlage und gestaltete Grünanlage zum Karl-May-Museum. Bewohner: Karl May, Klara May | Gartenanlage und gestaltete Grünanlage zum Karl-May-Museum |
| Einfamilienhaus Karl-May-Straße 8                                                            | Karl-May-Straße 8 (Lage)                        |                            | 1935                                   | Patitz & Lötzsch                                                                            | Wohnhaus | Einfamilienhaus Karl-May-Straße 8 |
| Villa Franz Edmund Sonntag                                                                   | Karl-May-Straße 13 (Lage)                       |                            | 1894                                   | Gebrüder Ziller                                                                             | Villa | |
| Lutherkirche, ehemals Kirche zu Radebeul                                                     | Kirchplatz 1 (Lage)                             |                            | 1891/92, 1934                          | Schilling & Graebner, Alfred Tischer (Innenumbau)                                           | Evangelische Pfarrkirche. Saalkirche mit Emporen, Querhaus, eingezogenem Chor, Nordturm. Direkt an der Kirche gelegen sind das Gemeindehaus sowie der Radebeuler Ehrenhain. | Lutherkirche Radebeul-Ost |
| Lutherkirche, ehemals Kirche zu Radebeul                                                     | Kirchplatz 1 (Lage)                             | Kirchplatz 9001-I          | 1891/92, 1934                          | Schilling & Graebner, Alfred Tischer (Innenumbau)                                           | Radebeuler Ehrenhain der Evangelischen Pfarrkirche. Saalkirche mit Emporen, Querhaus, eingezogenem Chor, Nordturm. | Kriegerdenkmal bei der Lutherkirche |
| Lutherkirche, ehemals Kirche zu Radebeul                                                     | Kirchplatz 1 (Lage)                             | Kirchplatz 9001-II         | 1891/92, 1934                          | Schilling & Graebner, Alfred Tischer (Innenumbau)                                           | Außenanlagen einschließlich des Vorplatzes der Evangelischen Pfarrkirche. Saalkirche mit Emporen, Querhaus, eingezogenem Chor, Nordturm. | Vorplatz der Lutherkirche Radebeul-Ost |
| Altes Gemeindehaus der Lutherkirche                                                          | Kirchplatz 2 (Lage)                             |                            | 1891                                   | Schilling & Graebner                                                                        | Evangelisches Gemeindehaus | Gemeindehaus der Lutherkirche |
| Hertwig-Bünger-Heim                                                                          | Lessingstraße 1, Einsteinstraße 30 (Lage)       |                            | 1929                                   | Alfred Tischer (Entwurf), Alwin Höhne (Bau)                                                 | Ehemaliges Feierabendheim „Käte Niederkirchner“, Wohnanlage, originale Teile der Einfriedung, Eckpavillon. Benannt nach Doris Hertwig-Bünger | Hertwig-Bünger-Heim |
| Hertwig-Bünger-Heim                                                                          | Lessingstraße 1, Einsteinstraße 30 (Lage)       | Lessingstraße 9001         | 1929                                   | Alfred Tischer (Entwurf), Alwin Höhne (Bau)                                                 | Eckpavillon. Ehemaliges Feierabendheim „Käte Niederkirchner“, Wohnanlage, originale Teile der Einfriedung, Eckpavillon. Benannt nach Doris Hertwig-Bünger | Eckpavillon am Hertwig-Bünger-Heim |
| Doppelwohnhaus Max Schulze                                                                   | Lessingstraße 2/4 (Lage)                        |                            | 1912                                   | Bruno Findeisen                                                                             | Doppelmietshaus. Einfamilien-Doppellandhaus | Doppelwohnhaus Max Schulze |
| Landhaus Paul Horsella                                                                       | Lessingstraße 9 (Lage)                          |                            | 1909/10                                | Max Herrmann, Conrad Baum                                                                   | Mietshaus | Landhaus Paul Horsella |
| Mietshaus Louisenstraße 1                                                                    | Louisenstraße 1 (Lage)                          |                            | um 1910                                |                                                                                             | Repräsentatives Mietshaus mit Einfriedung | Mietshaus Louisenstraße 1 |
| Mietshaus Louisenstraße 2                                                                    | Louisenstraße 2 (Lage)                          |                            | 1900                                   | Oswald Jäckel                                                                               | Mietshaus mit Einfriedung in Ecklage | Mietshaus Louisenstraße 2 |
| Mietshaus Emilie Wagenlöhner                                                                 | Louisenstraße 3 (Lage)                          |                            | 1909/10                                |                                                                                             | Mietshaus mit Einfriedung | Mietshaus Emilie Wagenlöhner |
| Mietshaus Louisenstraße 4                                                                    | Louisenstraße 4 (Lage)                          |                            | 1900/01                                | M. Bauer (Entwurf), Hermann Jäckel (Bau)                                                    | Mietshaus mit Einfriedung | Mietshaus Louisenstraße 4 |
| Mietshaus Louisenstraße 5                                                                    | Louisenstraße 5 (Lage)                          |                            | 1899                                   | Hermann Jäckel                                                                              | Mietshaus mit Einfriedung | Mietshaus Louisenstraße 5 |
| Mietshaus Emil Otto Leidhold                                                                 | Louisenstraße 6 (Lage)                          |                            | 1911/12                                | Johannes Eisold (Entwurf), Hörnig & Barth (Bau)                                             | Mietshaus mit Einfriedung | Mietshaus Emil Otto Leidhold |
| Wohn- und Geschäftshaus Louisenstraße 7                                                      | Louisenstraße 7 (Lage)                          |                            | 1899/1900, 1948                        |                                                                                             | Mietshaus mit Laden, in Ecklage | Wohn- und Geschäftshaus Louisenstraße 7 |
| Mietshaus Gustav Ludwig Larsson                                                              | Louisenstraße 8 (Lage)                          |                            | 1895/96                                | Carl Käfer (Entwurf), Gustav Röder (Bau)                                                    | Mietshaus mit Einfriedung | Mietshaus Gustav Ludwig Larsson |
| Wohn- und Geschäftshaus Hugo Peukert                                                         | Louisenstraße 9 (Lage)                          |                            | 1898/99, 1910, 2003                    |                                                                                             | Mietshaus mit Laden, in Ecklage | Wohn- und Geschäftshaus Hugo Peukert |
| Mietshaus Schröder & Gommlich                                                                | Louisenstraße 10 (Lage)                         |                            | 1896/97                                | Carl Käfer                                                                                  | Mietshaus mit Einfriedung | Mietshaus Schröder & Gommlich |
| Mietshaus Louisenstraße 11                                                                   | Louisenstraße 11 (Lage)                         |                            | 1897                                   | Carl Käfer (Entwurf), Hermann Jäckel                                                        | Mietshaus mit Einfriedung | Mietshaus Louisenstraße 11 |
| Mietshaus Friedrich August Hahn                                                              | Louisenstraße 13 (Lage)                         |                            | 1896/97                                | Carl Käfer                                                                                  | Mietshaus mit Einfriedung | Mietshaus Friedrich August Hahn |
| Villa Friedrich Hermann Clemens Fichtner                                                     | Marienstraße 5 (Lage)                           |                            | 1894, 1896, 1904/05, 1967              | Julius Förster, Wilhelm Seifert (Anbau)                                                     | Villa. 1967 Umbau zum Schulhort der Grundschule „Friedrich Schiller“, heute Kita „Märchenland“. Besitzer: Alfred Bergmann | Villa Friedrich Hermann Clemens Fichtner |
| Mietvilla Friedrich Hermann Clemens Fichtner                                                 | Marienstraße 7 (Lage)                           |                            | 1894                                   | Julius Förster                                                                              | Mietvilla | Mietvilla Friedrich Hermann Clemens Fichtner |
| Haus Högg                                                                                    | Marienstraße 12a (Lage)                         |                            | 1912                                   | Emil Högg (Entwurf), Hans Gerlach (Bau)                                                     | Villa. Eigentümer: Emil Högg | Haus Högg |
| Mietvilla Marienstraße 18                                                                    | Marienstraße 18 (Lage)                          |                            | 1894                                   | Carl Käfer                                                                                  | Mietvilla | Mietvilla Marienstraße 18 |
| Villa Friedrich Wilhelm Barth                                                                | Maxim-Gorki-Straße 17 (Lage)                    |                            | 1887/88, 1900                          | Gebrüder Ziller, Otto Foerster (Umbau)                                                      | Villa mit aufwendiger Veranda und Einfriedung | Villa Friedrich Wilhelm Barth |
| Villa Maxim-Gorki-Straße 25                                                                  | Maxim-Gorki-Straße 25 (Lage)                    |                            | 1894/95                                | Carl Käfer                                                                                  | Villa | Villa Maxim-Gorki-Straße 25 |
| Werksgebäude Radebeuler Maschinenfabrik August Koebig                                        | Meißner Straße 17 (Lage)                        |                            | um 1900, 1910                          | F. W. Eisold (Erweiterung)                                                                  | Radebeuler Maschinenfabrik August Koebig, Zerkleinerungsmaschinen Radebeul (ZERMA). Fabrikgebäude einschließlich 2 Werkhallen, heute ruinös | Firmengebäude von Koebig an der Meißner Straße, Fabrikhallen, 2008                                                                                                   |
| Fabrikantenvilla Kartonagenfabrik Paul Leinert                                               | Meißner Straße 21 (Lage)                        |                            | 1897                                   | Fritz Mühlberg                                                                              | Landhausartige Fabrikantenvilla mit Einfriedung | Villa Paul Leinert |
| Verwaltungsgebäude Dresdner Eisenhochbau                                                     | Meißner Straße 23 (Lage)                        |                            | um 1905                                |                                                                                             | Dresdner Eisenhochbau. Verwaltungsgebäude mit Einfriedung | Verwaltungsgebäude Dresdner Eisenhochbau |
| Forsthaus                                                                                    | Meißner Straße 29 (Lage)                        |                            | 1895–98                                | Gebrüder Ziller                                                                             | Mietshaus mit Gaststätte „Zum Forsthaus“ im Erdgeschoss, in Ecklage | Forsthaus |
| Friedrich-von-Heyden-Haus                                                                    | Meißner Straße 30 (Lage)                        |                            | 1924, 1934                             | Max Kühne                                                                                   | Arzneimittelwerk Dresden, Chemische Fabrik v. Heyden. Mehrzweckgebäude (Nr. 30) mit Speisesaal | Chemische Fabrik v. Heyden, Friedrich-von-Heyden-Haus |
| Werksgebäude Meißner Straße, Ecke Forststraße                                                | Meißner Straße 31 (Lage)                        |                            | um 1900                                |                                                                                             | Arzneimittelwerk Dresden, Chemische Fabrik v. Heyden. Eckgebäude zur Forststraße (Nr. 31). Heute aus dem Fabrikgelände ausgegliedert, Nutzung als Motorradgeschäft | Chemische Fabrik v. Heyden, Meißner Straße, Ecke Forststraße, 2008                                                                                                   |
| Arzneimittelwerk Dresden, Chemische Fabrik von Heyden                                        | Meißner Straße 35 (Lage)                        |                            | 1874/75, 1900, 1912                    |                                                                                             | Arzneimittelwerk Dresden (ehem. Chemische Fabrik von Heyden). Fabrikanlage mit Laboratoriumsgebäude (Nr. 37), Pförtnerhaus, Verwaltungsgebäude links vom Eingang (Nr. 35), Fachwerkbau (Lager Ecke Kolbestraße), Eckgebäude zur Forststraße (Nr. 31) sowie Mehrzweckgebäude (Nr. 30) mit Speisesaal, siehe auch Sidonienstr. 20, 21 und Forststraße 22. Diese Adresse ist der Ausgangspunkt der Fabrik (1874/75) | Chemische Fabrik v. Heyden, Meißner Straße 35 |
| Fabrikations- und Verwaltungsgebäude Meißner Straße 35                                       | Meißner Straße 35 (Lage)                        | Meißner Straße 9035        | 1874/75, 1900, 1912                    |                                                                                             | Verwaltungsgebäude zum Arzneimittelwerk Dresden, Chemische Fabrik v. Heyden. Fabrikanlage mit Laboratoriumsgebäude (Nr. 37), Pförtnerhaus, Verwaltungsgebäude links vom Eingang (Nr. 35), Fachwerkbau (Lager Ecke Kolbestraße), Eckgebäude zur Forststraße (Nr. 31) sowie Mehrzweckgebäude (Nr. 30) mit Speisesaal, siehe auch Sidonienstr. 20, 21 und Forststraße 22. Diese Adresse ist der Ausgangspunkt der Fabrik (1874/75) | Chemische Fabrik v. Heyden, Meißner Straße 35, 2008 |
| Laboratoriumsgebäude Meißner Straße 37                                                       | Meißner Straße 37 (Lage)                        |                            | um 1910                                |                                                                                             | Arzneimittelwerk Dresden, Chemische Fabrik v. Heyden. Laboratoriumsgebäude | Chemische Fabrik v. Heyden, Meißner Straße 37, 2021 |
| Teehaus                                                                                      | Meißner Straße 47 (Lage)                        |                            | 1889                                   | Carl Käfer (Entwurf), F. W. Eisold (Bau)                                                    | Fabrikantenvilla mit Einfriedung | Das Teehaus, die Fabrikantenvilla von Otto E. Weber |
| Mietshaus Gustav Pohl                                                                        | Meißner Straße 52 (Lage)                        |                            | 1904                                   | Carl Käfer                                                                                  | Mietshaus mit Einfriedung | Mietshaus Gustav Pohl |
| Villa Thoenes                                                                                | Meißner Straße 57 (Lage)                        |                            | 1888/89                                | Gebrüder Ziller                                                                             | Villa mit Brunnen, Garten und Einfriedung. Bewohner: Gustav Thoenes | Villa Gustav Thoenes |
| Villa Gustav Thoenes                                                                         | Meißner Straße 57 (Lage)                        | Meißner Straße 9057        | 1888/89                                | Gebrüder Ziller                                                                             | Garten zur Villa. Bewohner: Gustav Thoenes | Brunnenreste im Garten der Villa Gustav Thoenes |
| Villa Gotthold Schilling                                                                     | Meißner Straße 59 (Lage)                        |                            | 1893, Ende 1920er J.                   |                                                                                             | Villa mit Brunnen, Garten und Einfriedung | Villa von Gotthold Schilling |
| Trafoturm Meißner Straße                                                                     | Meißner Straße / Einsteinstraße (Lage)          | Meißner Straße 9000        | um 1910                                |                                                                                             | Trafoturm | Trafoturm Meißner Straße, Ecke Einsteinstraße |
| Mietshaus Alexander Egerland                                                                 | Meißner Straße 96 (Lage)                        |                            | 1897                                   | Gustav Röder, Julius Förster (Entwurf)                                                      | Mietshaus mit Teilen der Einfriedung und der Gartengestaltung nebst Grotte | Mietshaus Alex Egerland. Links unter dem Baum ist die Grotte. |
| Mietshaus Alexander Egerland                                                                 | Meißner Straße 96 (Lage)                        | Meißner Straße 9096        | 1897                                   | Gustav Röder, Julius Förster (Entwurf)                                                      | Garten zum Mietshaus mit Teilen der Einfriedung und der Gartengestaltung nebst Grotte | Unter dem Baum und dem Busch liegt die Grotte. |
| Villa Henriette                                                                              | Meißner Straße 101 (Lage)                       |                            | 1884, 1892                             | Carl Moritz Hoyer                                                                           | Villa | Villa Henriette |
| Villa Grahl                                                                                  | Meißner Straße 103 (Lage)                       |                            | 1891                                   | F. W. Eisold                                                                                | Landhausartige Villa, eingeschossig mit erhöhtem Mittelteil | Villa Grahl |
| Mietshaus Mittelstraße 1                                                                     | Mittelstraße 1 (Lage)                           |                            | 1897/98                                | Friedrich Hermann Barth                                                                     | Mietshaus in Ecklage | Mietshaus Mittelstraße 1 |
| Wohnanlage Robert-Werner-Platz                                                               | Mittelstraße 2, 4, 6, 8 (Lage)                  |                            | 1919–21                                | Otto Faber                                                                                  | Wohnanlage der Baugenossenschaft zu Radebeul (siehe auch Hauptstraße 1 und Robert-Werner-Platz 10) | Wohnanlage Robert-Werner-Platz: Mittelstraße 2–8 |
| Wohnanlage Robert-Werner-Platz                                                               | Mittelstraße 10 (Lage)                          |                            | 1927/28                                | Max Czopka                                                                                  | Wohnanlage der Baugenossenschaft zu Radebeul (siehe auch Hauptstraße 1 und Robert-Werner-Platz 10) | Wohnanlage Robert-Werner-Platz: Mittelstraße 10 |
| Funkenburg, Wohn- und Geschäftshaus Pestalozzistraße 2                                       | Pestalozzistraße 2 (Lage)                       |                            | 1899–1904                              | Gustav Röder                                                                                | Mietshaus mit Läden | Wohn- und Geschäftshaus Oswald Funke |
| Pestalozzischule, Einfache Volksschule Radebeul, 1. Bezirksschule, Lößnitzgymnasium (Haus 2) | Pestalozzistraße 3 (Lage)                       |                            | 1896                                   | Carl Käfer                                                                                  | Schule mit Turnhalle und Einfriedung | Pestalozzischule |
| Radebeuler Postamt                                                                           | Pestalozzistraße 4 (Lage)                       |                            | 1909/10                                | Max Preiß                                                                                   | Ehemaliges Mietpostgebäude, heute Teil der Stadtverwaltung (Rechts- und Ordnungsamt) | Ehemaliges Postamt Radebeul, rechts das Rathaus |
| Gartenpavillon Pestalozzistraße 5                                                            | Pestalozzistraße 5 (Lage)                       | Pestalozzistraße 9005      | 1897                                   |                                                                                             | Aufwändiger, viereckiger Materialmusterbau eines Dachdeckergeschäfts. Die aufwendige Sanierung des „baugeschichtlich und künstlerisch bedeutend[en] sowie singulär[en]“ Pavillons wurde im Jahr 2006 mit dem Radebeuler Bauherrenpreis gewürdigt. | Gartenpavillon in der Pestalozzistraße |
| Rathaus Radebeul                                                                             | Pestalozzistraße 6 (Lage)                       |                            | 1900                                   | Gustav Hänichen                                                                             | Rathaus mit Hintergebäude (dort ehemalige Hausmeisterwohnung im OG, darunter Polizeiamt mit Arrestzellen) | Rathaus Radebeul |
| Rathaus Radebeul                                                                             | Pestalozzistraße 6a (Lage)                      |                            | 1900                                   | Gustav Hänichen                                                                             | Hintergebäude zum Rathaus (dort ehemalige Hausmeisterwohnung im OG, darunter Polizeiamt mit Arrestzellen) | Radebeuler Polizeiamt |
| Mietshaus Pestalozzistraße 11                                                                | Pestalozzistraße 11, 11a (Lage)                 |                            | 1904                                   | Paul Becher                                                                                 | Wohnhaus (Nr. 11, Mietshaus), Gartenhaus (Nr. 11a, villenartig) und Einfriedung | Mietshaus Pestalozzistraße 11 |
| Villa Pestalozzistraße 11a                                                                   | Pestalozzistraße 11a (Lage)                     |                            | 1904                                   | Paul Becher                                                                                 | Gartenhaus (Nr. 11a, villenartig) und Einfriedung | Pestalozzistr 11a |
| Mehrfamilien-Wohnhaus Pestalozzistraße 13                                                    | Pestalozzistraße 13 (Lage)                      |                            | 1929                                   | Max Czopka                                                                                  | Wohnhaus mit Einfriedung (für die Baugenossenschaft zu Radebeul) | Mehrfamilien-Wohnhaus Pestalozzistraße 13 |
| Siebenfamilienhaus Pestalozzistraße 15                                                       | Pestalozzistraße 15 (Lage)                      |                            | 1930                                   | Max Czopka                                                                                  | Wohnhaus (für die Baugenossenschaft zu Radebeul) | Siebenfamilienhaus Pestalozzistraße 15 |
| Wohn- und Geschäftshaus Pestalozzistraße 16                                                  | Pestalozzistraße 16 (Lage)                      |                            | 1900                                   |                                                                                             | Mietshaus mit Ladenzone im Erdgeschoss und Einfriedung, in Ecklage | Wohn- und Geschäftshaus Pestalozzistraße 16 |
| Mietvilla Pestalozzistraße 16a                                                               | Pestalozzistraße 16a (Lage)                     |                            | um 1905                                |                                                                                             | Mietvilla | Mietvilla Pestalozzistraße 16a |
| Siebenfamilienhaus Pestalozzistraße 17                                                       | Pestalozzistraße 17 (Lage)                      |                            | 1930                                   | Max Czopka                                                                                  | Wohnhaus (für die Baugenossenschaft zu Radebeul) | Siebenfamilienhaus Pestalozzistraße 17 |
| Mietshaus Gustav Ruhland                                                                     | Pestalozzistraße 19 (Lage)                      |                            | 1903                                   |                                                                                             | Mietvilla mit Einfriedung | Mietshaus Gustav Ruhland |
| Mietshaus Paul Schadewitz                                                                    | Pestalozzistraße 21 (Lage)                      |                            | 1902/03                                | Oskar Menzel                                                                                | Mietvilla mit Einfriedung | Mietshaus Paul Schadewitz |
| Mietshaus Pestalozzistraße 23                                                                | Pestalozzistraße 23 (Lage)                      |                            | 1902                                   | Oskar Menzel                                                                                | Mietvilla mit Einfriedung | Mietshaus Pestalozzistraße 23 |
| Villa Rathenaustraße 2                                                                       | Rathenaustraße 2 (Lage)                         |                            | 1889                                   | Gustav Röder                                                                                | Villa mit Einfriedung | Villa Rathenaustraße 2 |
| Vierfamilienhaus Richard Wilhelm Lax                                                         | Riesestraße 2 (Lage)                            |                            | 1934                                   | Erhard Engler                                                                               | Wohnhaus mit Teilen der Einfriedung. Entspricht Fünffamilienhaus Pauline von Gundlach, Nizzastraße 24 | Vierfamilienhaus Richard Wilhelm Lax |
| Bauernhaus Robert-Werner-Platz 3                                                             | Robert-Werner-Platz 3 (Lage)                    |                            | Mitte 19. Jh.                          |                                                                                             | Wohnhaus | Bauernhaus Robert-Werner-Platz 3 |
| Bauernhaus Robert-Werner-Platz 5                                                             | Robert-Werner-Platz 5 (Lage)                    |                            | Anfang 19. Jh.                         |                                                                                             | Wohnhaus | Bauernhaus Robert-Werner-Platz 5 |
| Wohn- und Geschäftshaus Robert-Werner-Platz 6                                                | Robert-Werner-Platz 6 (Lage)                    |                            | 1896/97                                |                                                                                             | Mietshaus mit Ladenzone im Erdgeschoss | Wohn- und Geschäftshaus Robert-Werner-Platz 6 |
| Wohnanlage Robert-Werner-Platz                                                               | Robert-Werner-Platz 10 (Lage)                   |                            | 1919–21                                | Otto Faber                                                                                  | Wohnanlage der Baugenossenschaft zu Radebeul (siehe auch Hauptstraße 1 und Mittelstraße 2–10) | Wohnanlage Robert-Werner-Platz: Robert-Werner-Platz 10 |
| Bauernhof Robert-Werner-Platz 11                                                             | Robert-Werner-Platz 11 (Lage)                   |                            | 1. Hälfte 19. Jh.                      |                                                                                             | Wohnhaus mit Nebengebäude. Radebeuler Bauherrenpreis 2006 | Bauernhof Robert-Werner-Platz 11 |
| Villa Sarolta                                                                                | Schildenstraße 2 (Lage)                         |                            | 1872/73, 1877                          | Julius Otto Schließer                                                                       | Villa in Ecklage | Villa Sarolta |
| Mietvilla August Ehregott Neumann                                                            | Schildenstraße 6 (Lage)                         |                            | 1900/01                                | Carl Käfer                                                                                  | Mietvilla in Ecklage | |
| Villa Schildenstraße 6a                                                                      | Schildenstraße 6a (Lage)                        |                            | um 1905                                |                                                                                             | Villa | |
| Weinausschank Schildenstraße 13                                                              | Schildenstraße 13 (Lage)                        |                            | um 1830 oder um 1898                   |                                                                                             | Historischer Weinausschank (Zweigeschossiger Pavillon) | Weinausschank Schildenstraße 13 |
| Wohn- und Geschäftshaus Hermann Knötzsch, Knötzsch’s Weinstuben                              | Schildenstraße 17 (Lage)                        |                            | 1898/99                                | Carl Käfer                                                                                  | Ehemals Restaurantgebäude mit Wohnungen, Gasträume im Hochparterre, mit Einfriedung, heute Wohnhaus | Knötzsch’s Weinstuben |
| Wohnanlage Kantstraße                                                                        | Schillerstraße 12, Kantstraße 2 (Lage)          |                            | 1926                                   |                                                                                             | Doppelwohnhaus mit Einfriedung (siehe auch Kantstraße 2), Teil der Wohnanlage Kantstraße | Wohnanlage Kantstraße, Kantstraße 2, Schillerstraße 12 |
| Wohnanlage Kantstraße                                                                        | Schillerstraße 14, Kantstraße 1 (Lage)          |                            | 1926/27                                | Max Czopka (Bauleitung)                                                                     | Doppelwohnhaus mit Einfriedung (siehe auch Kantstraße 1), Teil der Wohnanlage Kantstraße (auf Grundlage des Reichsheimstättengesetzes) | Wohnanlage Kantstraße, Kantstraße 1, Schillerstraße 14 |
| Wohnanlage Kantstraße                                                                        | Schillerstraße 15 (Lage)                        |                            | 1927                                   | Max Czopka (Entwurf), Johannes Eisold (Bau)                                                 | Wohnhaus der Baugenossenschaft zu Radebeul, mit Einfriedung Teil der Wohnanlage Kantstraße | Fünffamilienhaus Schillerstr 15 |
| Doppelwohnhaus Ulbricht/Jahn                                                                 | Schillerstraße 16, Karl-Marx-Straße 14 (Lage)   |                            | 1924/25                                | Max Czopka                                                                                  | Doppelwohnhaus mit Einfriedung | Doppelwohnhaus Ulbricht/Jahn |
| Villa Ferdinand Luther                                                                       | Schillerstraße 17 (Lage)                        |                            | 1897, 1910, 1927                       | Leopold Schließer                                                                           | Mietvilla. Bewohner: Karl Emil Kirchner | Villa Ferdinand Luther |
| Villa August Koebig                                                                          | Schillerstraße 18 (Lage)                        |                            | 1900/01                                | Oswald Haenel (Entwurf), Gebrüder Ziller (Bau)                                              | Mietvilla mit hölzerner Vorhalle. Bewohner: August Koebig | Villa von August Koebig |
| Mietvilla Schillerstraße 19                                                                  | Schillerstraße 19 (Lage)                        |                            | 1898–1900                              | Carl Käfer                                                                                  | Mietvilla | Mietvilla Schillerstraße 19 |
| Mietvilla Schillerstraße 20                                                                  | Schillerstraße 20 (Lage)                        |                            | um 1895                                |                                                                                             | Mietvilla | Mietvilla Schillerstraße 20 |
| Mietvilla Schillerstraße 21                                                                  | Schillerstraße 21 (Lage)                        |                            | 1899                                   | Carl Käfer                                                                                  | Mietvilla | Mietvilla Schillerstraße 21 |
| Mietvilla Schillerstraße 22                                                                  | Schillerstraße 22 (Lage)                        |                            | um 1905                                |                                                                                             | Mietvilla mit Einfriedung | Mietvilla Schillerstraße 22 |
| Landhaus Max Hupe                                                                            | Schillerstraße 29 (Lage)                        |                            | 1925                                   | Kaping & Ruhl                                                                               | Villa mit Garten und Einfriedung | Landhaus Max Hupe |
| Siebenfamilien-Kleinwohnungshaus Martha Mehlig                                               | Schillerstraße 36 (Lage)                        |                            | 1937/38                                | Max Czopka                                                                                  | Doppelwohnhaus | Siebenfamilien-Kleinwohnungshaus Martha Mehlig |
| Villa Gustav Adolph Haenssel                                                                 | Schumannstraße 3 (Lage)                         |                            | 1897                                   | Gebrüder Ziller                                                                             | Mietvilla mit Einfriedung | Villa Gustav Adolph Haenssel |
| Villa Johann August Möbius                                                                   | Schumannstraße 5 (Lage)                         |                            | 1896                                   | Gebrüder Ziller                                                                             | Mietvilla mit Einfriedung | |
| Wohnanlage Seestraße                                                                         | Seestraße 21, 23, Dresdner Straße 91 (Lage)     |                            | 1912                                   | Bruno Findeisen (Entwurf), Johannes Eisold (Bau)                                            | Wohnhauszeile (zusammen mit Dresdner Straße 91), Teil einer Wohnsiedlung | Mehrfamilienhaus Seestraße 21/23, Dresdner Straße 91 |
| Wohnanlage Seestraße                                                                         | Seestraße 25, 27, 29 (Lage)                     |                            | 1911                                   | Otto Faber                                                                                  | Wohnhauszeile, Teil einer Wohnsiedlung | Mehrfamilienhaus Seestraße 25/27/29 |
| Mietshaus Serkowitzer Straße 10                                                              | Serkowitzer Straße 10 (Lage)                    |                            | 1905                                   |                                                                                             | Mietshaus in Ecklage, ehemals mit Eckladen | Mietshaus Serkowitzer Straße 10 |
| Wohnhaus Serkowitzer Straße 15                                                               | Serkowitzer Straße 15 (Lage)                    |                            | Mitte 19. Jh.                          |                                                                                             | Wohnhaus. Ehemaliges Auszugshaus des Hofes Serkowitzer Straße 13/15 | Wohnhaus Serkowitzer Straße 15 |
| Gehöft Serkowitzer Straße 19                                                                 | Serkowitzer Straße 19 (Lage)                    |                            | Anfang 19. Jh.                         |                                                                                             | Wohnhaus und Scheune | Gehöft Serkowitzer Straße 19 |
| Gehöft Serkowitzer Straße 19                                                                 | Serkowitzer Straße 19 (Lage)                    | Serkowitzer Straße 9019    | Anfang 19. Jh.                         |                                                                                             | Wohnhaus und Scheune | Gehöft Serkowitzer Straße 19 |
| Friedhof Radebeul-Ost                                                                        | Serkowitzer Straße 33, Friedhofstraße 11 (Lage) |                            | 1890/91, 1920, 1928/29                 | Schilling & Graebner (incl. Kapelle), Emil Högg (Erweiterung), Max Czopka (Neue Feierhalle) | Friedhof mit alter und neuer Feierhalle und Einfriedungsmauer, mit Grufthaus Karl Mays (1903), Jugendstilgruft, Grabmal Doerstling und Beckert sowie weiteren Grabanlagen, alte Feier-Halle um 1890, neue Feierhalle 1928/29 | Grufthaus Karl und Klara May |
| Friedhof Radebeul-Ost                                                                        | Serkowitzer Straße 33, Friedhofstraße 11 (Lage) | Serkowitzer Straße 9033    | 1890/91, 1920, 1928/29                 | Schilling & Graebner (incl. Kapelle), Emil Högg (Erweiterung), Max Czopka (Neue Feierhalle) | Neue Feierhalle. Friedhof mit alter und neuer Feierhalle und Einfriedungsmauer, mit Grufthaus Karl Mays (1903), Jugendstilgruft, Grabmal Doerstling und Beckert sowie weiteren Grabanlagen, alte Feier-Halle um 1890, neue Feierhalle 1928/29 | Friedhof Radebeul-Ost, Feierhalle von Max Czopka |
| Friedhof Radebeul-Ost                                                                        | Serkowitzer Straße 33, Friedhofstraße 11 (Lage) | Serkowitzer Straße 9033-II | 1890/91, 1920, 1928/29                 | Schilling & Graebner (incl. Kapelle), Emil Högg (Erweiterung), Max Czopka (Neue Feierhalle) | Grabanlage zum Friedhof. Friedhof mit alter und neuer Feierhalle und Einfriedungsmauer, mit Grufthaus Karl Mays (1903), Jugendstilgruft, Grabmal Doerstling und Beckert sowie weiteren Grabanlagen, alte Feier-Halle um 1890, neue Feierhalle 1928/29 | Friedhof Radebeul-Ost, Kapelle von Schilling & Graebner |
| Mietshaus Serkowitzer Straße 38                                                              | Serkowitzer Straße 38 (Lage)                    |                            | 1911                                   |                                                                                             | Mietshaus | Mietshaus Serkowitzer Straße 38 |
| Bahnhof Radebeul Ost                                                                         | Sidonienstraße 1a, 1c (Lage)                    |                            | 1860, um 1895                          |                                                                                             | Bahnhof mit Empfangsgebäude (gelber Klinker), Bahnsteig mit Überdachung und Tunnel, Wartehalle, Wirtschaftsgebäude, Spurwechselanlagen, Rollwagengrube, Überladerampe, mit Anschlüssen an das Gleisnetz, kleines Wohnhaus (Sidonienstraße 1b, heute Am alten Güterboden 2), Heizhaus, Lokschuppen, Wasserkran, Kohleschüttung, Ladestraße (Kopfsteinpflaster, vor Am alten Güterboden 4), die Ausstellung historischer sächs. Schmalspurfahrzeuge im Eigentum des Verkehrsmuseums Dresden, der Bahn AG und des Vereins Traditionsbahn Radebeul e. V. Siehe Liste der Radebeuler Kulturdenkmale der Lößnitzgrundbahn | Bahnhof Radebeul Ost |
| Bahnhof Radebeul Ost                                                                         | Sidonienstraße 1a, 1c (Lage)                    | Sidonienstraße 9001-I      | 1860, um 1895                          |                                                                                             | Bahnhof mit Empfangsgebäude (gelber Klinker), Bahnsteig mit Überdachung und Tunnel, Wartehalle, Wirtschaftsgebäude, Spurwechselanlagen, Rollwagengrube, Überladerampe, mit Anschlüssen an das Gleisnetz, kleines Wohnhaus (Sidonienstraße 1b, heute Am alten Güterboden 2), Heizhaus, Lokschuppen, Wasserkran, Kohleschüttung, Ladestraße (Kopfsteinpflaster, vor Am alten Güterboden 4), die Ausstellung historischer sächs. Schmalspurfahrzeuge im Eigentum des Verkehrsmuseums Dresden, der Bahn AG und des Vereins Traditionsbahn Radebeul e. V. Siehe Liste der Radebeuler Kulturdenkmale der Lößnitzgrundbahn | Heizhaus |
| Bahnhof Radebeul Ost                                                                         | Sidonienstraße 1a, 1c (Lage)                    | Sidonienstraße 9001-II     | 1860, um 1895                          |                                                                                             | Bahnhof mit Empfangsgebäude (gelber Klinker), Bahnsteig mit Überdachung und Tunnel, Wartehalle, Wirtschaftsgebäude, Spurwechselanlagen, Rollwagengrube, Überladerampe, mit Anschlüssen an das Gleisnetz, kleines Wohnhaus (Sidonienstraße 1b, heute Am alten Güterboden 2), Heizhaus, Lokschuppen, Wasserkran, Kohleschüttung, Ladestraße (Kopfsteinpflaster, vor Am alten Güterboden 4), die Ausstellung historischer sächs. Schmalspurfahrzeuge im Eigentum des Verkehrsmuseums Dresden, der Bahn AG und des Vereins Traditionsbahn Radebeul e. V. Siehe Liste der Radebeuler Kulturdenkmale der Lößnitzgrundbahn | Ladestraße (Kopfsteinpflaster) |
| Bahnhof Radebeul Ost                                                                         | Sidonienstraße 1a, 1c (Lage)                    | Sidonienstraße 9001-III    | 1860, um 1895                          |                                                                                             | Bahnhof mit Empfangsgebäude (gelber Klinker), Bahnsteig mit Überdachung und Tunnel, Wartehalle, Wirtschaftsgebäude, Spurwechselanlagen, Rollwagengrube, Überladerampe, mit Anschlüssen an das Gleisnetz, kleines Wohnhaus (Sidonienstraße 1b, heute Am alten Güterboden 2), Heizhaus, Lokschuppen, Wasserkran, Kohleschüttung, Ladestraße (Kopfsteinpflaster, vor Am alten Güterboden 4), die Ausstellung historischer sächs. Schmalspurfahrzeuge im Eigentum des Verkehrsmuseums Dresden, der Bahn AG und des Vereins Traditionsbahn Radebeul e. V. Siehe Liste der Radebeuler Kulturdenkmale der Lößnitzgrundbahn | Ausstellung historischer sächs. Schmalspurfahrzeuge im Eigentum des Verkehrsmuseums Dresden, der Bahn AG und des Vereins Traditionsbahn Radebeul nebst Schmalspurzug |
| Bahnhof Radebeul Ost                                                                         | Sidonienstraße 1a, 1c (Lage)                    | Sidonienstraße 9001-IV     | 1860, um 1895                          |                                                                                             | Bahnsteig mit Überdachung und Tunnel | Bahnsteig mit Überdachung und Tunnel |
| Bahnhof Radebeul Ost                                                                         | Sidonienstraße 1a, 1c (Lage)                    | Sidonienstraße 9001-V      | 1860, um 1895                          |                                                                                             | Bahnsteig mit Überdachung und Tunnel | Bahnsteig mit Überdachung und Tunneleingang |
| Wohn- und Geschäftshaus Franz Rothe                                                          | Sidonienstraße 2 (Lage)                         |                            | 1892/93                                | F. A. Bernhard Große                                                                        | Mietshaus mit Laden im Erdgeschoss | Wohn- und Geschäftshaus Sidonienstraße 2 |
| Mietshaus Johann Emil Borack                                                                 | Sidonienstraße 14 (Lage)                        |                            | 1899/1900                              | Carl Käfer                                                                                  | Mietshaus mit Einfriedung | Mietshaus Johann Emil Borack |
| Mietshaus Trachauer Straße 7                                                                 | Trachauer Straße 7 (Lage)                       |                            | um 1895                                |                                                                                             | Mietshaus | Mietshaus Trachauer Straße 7 |
| Sgraffito Turnerweg 1                                                                        | Turnerweg 1 (Lage)                              |                            | 1955                                   | Hermann Glöckner                                                                            | Sgraffito von Hermann Glöckner an einer (ehemaligen) Kulturhaus-Fassade | |
| Geschäftshaus Wichernstraße 1a/b                                                             | Wichernstraße 1a/b (Lage)                       |                            | 1883, 1928                             | Johann Christian Tutsch, Alwin Höhne                                                        | Geschäftshaus in Ecklage | Geschäftshaus Wichernstraße 1a/b |
| Villa Clemens Walther                                                                        | Wichernstraße 5 (Lage)                          |                            | 1884                                   | Franz Rothe                                                                                 | Villa | Villa Clemens Walther |
| Villa Marianne                                                                               | Wichernstraße 6b (Lage)                         |                            | 1896                                   |                                                                                             | Villa mit Einfriedung. Besitzer: Richard Seifert | Villa Marianne |
| Mietvilla Wichernstraße 7                                                                    | Wichernstraße 7 (Lage)                          |                            | 1903                                   | Oskar Menzel                                                                                | Mietvilla | Mietvilla Wichernstraße 7 |
| Mietvilla Wichernstraße 18                                                                   | Wichernstraße 18 (Lage)                         |                            | um 1895                                |                                                                                             | Mietshaus. Mietvilla | Mietvilla Wichernstraße 18 |
| Mietvilla Wichernstraße 20                                                                   | Wichernstraße 20 (Lage)                         |                            | um 1895                                |                                                                                             | Mietshaus mit Einfriedung. Mietvilla | Mietvilla Wichernstraße 20 |
| Doppelwohnhaus Wichernstraße 21/21a                                                          | Wichernstraße 21/21a (Lage)                     |                            | 1938                                   | Hermann Glöckner (Sgraffito)                                                                | Doppelwohnhaus, mit Sgraffito | Doppelwohnhaus Wichernstraße 21/21a |
| Wohn- und Geschäftshaus Wichernstraße 22                                                     | Wichernstraße 22 (Lage)                         |                            | um 1898                                |                                                                                             | Mietshaus mit Laden, in Ecklage | Wohn- und Geschäftshaus Wichernstraße 22 |
| Mietshaus Wichernstraße 23                                                                   | Wichernstraße 23 (Lage)                         |                            | um 1902                                |                                                                                             | Mietshaus | Mietshaus Wichernstraße 23 |
| Mietvilla Heinrich Gustav Kretzschmar                                                        | Zinzendorfstraße 1 (Lage)                       |                            | 1880                                   |                                                                                             | Mietvilla mit Einfriedung, in Ecklage | Mietvilla Heinrich Gustav Kretzschmar |
| Villa Zinzendorfstraße 7                                                                     | Zinzendorfstraße 7 (Lage)                       |                            | um 1895                                |                                                                                             | Villa | Villa Zinzendorfstraße 7 |
| Villa Franz Rothe                                                                            | Zinzendorfstraße 8 (Lage)                       |                            | 1883/84                                | F. A. Bernhard Große                                                                        | Villa | Villa Franz Rothe |
| Mietvilla Zinzendorfstraße 13                                                                | Zinzendorfstraße 13 (Lage)                      |                            | 1898–1900                              | Gustav Röder                                                                                | Villa mit Einfriedung | Mietvilla Zinzendorfstraße 13 |
| Villa Ljosalfaheim                                                                           | Zinzendorfstraße 15 (Lage)                      |                            | 1898                                   | Gustav Röder                                                                                | Villa mit Einfriedung | Villa Ljosalfaheim |
| Villa Kolbe                                                                                  | Zinzendorfstraße 16 (Lage)                      |                            | 1890/91                                | Otto March (Entwurf), Gebrüder Ziller (Baugewerke)                                          | Villa mit Garten und Einfriedung. Erwähnung im Dehio. Bewohner: Carl Kolbe | Villa Kolbe, von Nordwesten |
| Villa Kolbe                                                                                  | Zinzendorfstraße 16 (Lage)                      | Zinzendorfstraße 9016      | 1890/91                                | Otto March (Entwurf), Gebrüder Ziller (Baugewerke)                                          | Garten. Villa mit Garten und Einfriedung. Erwähnung im Dehio. Bewohner: Carl Kolbe | Villa Kolbe, von Südwesten |
| Villa Große                                                                                  | Zinzendorfstraße 17 (Lage)                      |                            | 1894, 1919, 1935/36                    | F. W. Eisold, Johannes Eisold (Umbau), Alwin Höhne (Modernisierung)                         | Villa mit Einfriedung, 1919 im Besitz von Johannes Eisold | Villa Bernhard Große in Radebeul |

## Liste ehemaliger/abgegangener Bau-/Kulturdenkmale
| Name, Bezeichnung                             | Adresse, Koordinaten          | Datum                  | Baumeister, Architekten                                                     | Denkmalumfang, Bemerkung | Bild |
| --------------------------------------------- | ----------------------------- | ---------------------- | --------------------------------------------------------------------------- | --- | --- |
| Blockhütte Villa Gustav Röder                 | August-Bebel-Straße 23 (Lage) | um 1925, 1936, 1939/40 | Gustav Röder, Max Czopka (Modernisierung, Blockhaus)                        | Denkmalschutz wurde nach 2012 aufgehoben. Blockhütte. Bewohner: Gustav Röder, Euchar Albrecht Schmid, Lothar Schmid                                                                                 | Von außen nicht einzusehen |
| Nebengebäude zum Wohnstallhaus Brunnenplatz 5 | Brunnenplatz 5 (Lage)         | 1807                   |                                                                             | Denkmalschutz wurde nach 2012 aufgehoben. Nebengebäude zum Wohnstallhaus | Wohnstallhaus Brunnenplatz 5 |
| Doppelwohnhaus Damaschkeweg 28/30             | Damaschkeweg 28/30 (Lage)     | um 1925                |                                                                             | Denkmalschutz wurde nach 2012 aufgehoben. Doppelwohnhaus der Wohnsiedlung Heimstättensiedlung Damaschkeweg zwischen Dresdner Straße und An der Siedlung (siehe auch Dresdner Straße 87/89)          | Heimstättensiedlung Damaschkeweg; Damaschkeweg 28/30 |
| Siedlung der Baugenossenschaft zu Radebeul    | Gartenstraße 53/55 (Lage)     | 1936                   | Max Czopka                                                                  | Denkmalschutz vor 2012 aufgehoben. Doppelwohnhaus einer Wohnsiedlung der Baugenossenschaft zu Radebeul, siehe auch Nr. 57/59 und Barthübel-, Birken- und Trachauer Straße                           | Gartenstraße 53/55 |
| Siedlung der Baugenossenschaft zu Radebeul    | Gartenstraße 57/59 (Lage)     | 1936                   | Max Czopka                                                                  | Denkmalschutz vor 2012 aufgehoben. Doppelwohnhaus einer Wohnsiedlung der Baugenossenschaft zu Radebeul, siehe auch Nr. 53/55 und Barthübel-, Birken- sowie Trachauer Straße                         | Gartenstraße 57/59 |
| Mietshaus Gartenstraße 61                     | Gartenstraße 61 (Lage)        | 1903/04                | Carl Käfer                                                                  | Denkmalschutz wurde nach 2012 aufgehoben. Mietshaus | Mietshaus Gartenstraße 61 |
| Wohnhaus Hauptstraße 5                        | Hauptstraße 5 (Lage)          |                        |                                                                             | Denkmalschutz („Kleines Wohnhaus“, ehemals Teil von Bahnhof Radebeul Ost, Sidonienstraße 1c). In den 2010er Jahren bei der Erneuerung der Fernbahn-Gleisanlagen abgebrochen.                        | Kein freies Foto verfügbar |
| Häuslerei Kaditzer Straße 12                  | Kaditzer Straße 12 (Lage)     | Anfang 19. Jh.         |                                                                             | Denkmalschutz wurde nach 2017 aufgehoben. Die ehemalige Häuslerei mit Nebengebäude wurde auf gleichem Grundriss durch einen Neubau ersetzt, der beim Radebeuler Bauherrenpreis 2022 prämiert wurde. | Häuslerei Kaditzer Straße 12 |
| Mietshaus Louisenstraße 12                    | Louisenstraße 12 (Lage)       | 1896/97                | Arthur Leopold Schließer                                                    | Denkmalschutz vor 2008 aufgehoben. Mietshaus | Mietshaus Louisenstraße 12 |
| Mietvilla Pestalozzistraße 12                 | Pestalozzistraße 12 (Lage)    | 1873, 1902, 1946       | G. Carl & A. Rönitz, Gebrüder Ziller (Entwurf Max Steinmetz) (Verandaanbau) | Denkmalschutz wurde nach 2012 aufgehoben. Mietvilla | Mietvilla Pestalozzistraße 12 |
| Wohn- und Geschäftshaus Sidonienstraße 1      | Sidonienstraße 1 (Lage)       | 1889/90                | Gebrüder Ziller                                                             | Denkmalschutz vor 2012 aufgehoben. Wohn- und Geschäftshaus in Ecklage (im Oktober 2011 abgerissen). Bewohner: Carl Käfer, Alwin Freudenberg                                                         | Wohn- und Geschäftshaus Sidonienstraße 1, links im Hintergrund der Uhrenturm des Bahnhofsgebäudes Radebeul Ost. Hinter dem Haus liegt der Radebeuler Krater. |
| Wohnanlage Ahornstraße                        | Trachauer Straße 1 (Lage)     | 1911                   | Hermann Barth (Entwurf), Hörnig & Barth (Bau)                               | Denkmalschutz wurde nach 2012 aufgehoben. Wohnanlage (Wohnhaus Trachauer Straße 1), siehe auch Ahornstraße 5/7, 9                                                                                   | Wohnanlage Ahornstraße; Trachauer Straße 1 |
| Siedlung der Baugenossenschaft zu Radebeul    | Trachauer Straße 24/26 (Lage) | 1937/38                | Max Czopka                                                                  | Denkmalschutz vor 2012 aufgehoben. Doppelwohnhaus einer Wohnsiedlung der Baugenossenschaft zu Radebeul, siehe auch Nr. 23, 55, 28–34 und Barthübel-, Birken- sowie Gartenstraße                     | Trachauer Straße 24/26 |
| Siedlung der Baugenossenschaft zu Radebeul    | Trachauer Straße 28/30 (Lage) | 1937/38                | Max Czopka                                                                  | Denkmalschutz vor 2012 aufgehoben. Doppelwohnhaus einer Wohnsiedlung der Baugenossenschaft zu Radebeul, siehe auch Nr. 23/25, 24/26, 32/34, und Barthübel-, Birken- sowie Gartenstraße              | Trachauer Straße 28/30 |
| Siedlung der Baugenossenschaft zu Radebeul    | Trachauer Straße 32/34 (Lage) | 1937/38                | Max Czopka                                                                  | Denkmalschutz vor 2012 aufgehoben. Doppelwohnhaus einer Wohnsiedlung der Baugenossenschaft zu Radebeul, siehe auch Nr. 23/25, 24/28 und Barthübel-, Birken- sowie Gartenstraße                      | Trachauer Straße 32/34 |

## Anmerkung
1. ↑  Diese Liste entspricht möglicherweise nicht dem aktuellen Stand der offiziellen Denkmalliste. Diese kann über die zuständigen Behörden eingesehen werden. Daher garantiert das Vorhandensein oder Fehlen eines Bauwerks oder Ensembles in dieser Liste nicht, dass es zum gegenwärtigen Zeitpunkt ein eingetragenes Denkmal ist oder nicht. Eine verbindliche Auskunft erteilt das Landesamt für Denkmalpflege Sachsen oder die Untere Denkmalbehörde.